# Borgo Sant'Angelo
Borgo Sant'Angelo (toponimo ufficiale: borgo S. Angelo) è una strada che collega vicolo d'Orfeo e piazza Pia, a Roma, nel rione Borgo.

## Storia
La via corrisponde all'antica via Sistina, allargata e raddrizzata, nel 1475, da papa Sisto IV (r. 1471-84). Non avendo potuto terminare la via, Sisto IV non riuscì ad imporle il proprio nome. Cominciò ad essere chiamata borgo Sant'Angelo intorno al 1544, e per la vicinanza con l'omonimo castello, e per una piccola chiesa nei paraggi, la chiesa di San Michele Arcangelo ai Corridori di Borgo, distrutta durante i lavori per la costruzione di Via della Conciliazione. Per gli stessi lavori, furono distrutte tutte le case della strada, comprese quelle che si addossavano al Passetto. L'antico Borgo S. Angelo confluiva in Borgo Nuovo. L'ultimo tratto della strada si chiamava via dell'Elefante, in ricordo dell'elefante Annone, il quale era li' stazionato.
Il borgo fiancheggia un tratto del Passetto di Borgo, o Corridore, che collega Castel Sant'Angelo ai palazzi del Vaticano.
A borgo Sant'Angelo ha sede la Struttura RAI-Vaticano e l'edificio principale dell'Università LUMSA.